# 't Zand (Bredevoort)
 't Zand is een plein en straat in het oude centrum van Bredevoort. In feite is 't Zand de gedempte kasteelgracht van Kasteel Bredevoort dat onherstelbaar beschadigd raakte tijdens de kruittorenramp. De straat loopt rondom het gebouw Boek op 't Zand en is zuidelijk daarvan een plein, en aan het noordoosten gaat deze over in de Kruittorenstraat, aan het noordoosten in de Hozenstraat net als in het oosten, in het zuidoosten loopt de straat uit in de Gasthuisstraat, in het zuiden de Markt en ten slotte aan het zuidwesten de Prinsenstraat.

## Naam
De oudst bekende vermelding van het Zand is van 16 mei 1620, toen een huis binnen Bredeforth opt Sant gelegen als onderpand werd gesteld. Waarschijnlijk is de naam "zand" afkomstig uit de tijd na het dempen van de kasteelgrachten. Nog voor de Kruittorenramp werd de buitengracht gedempt, waardoor er tussen de Markt en de binnengracht een stuk zand was ontstaan. Het plein moet zeker 200 jaar als zandvlakte hebben bestaan, beplant met populieren. Op deze plek werden de vonnissen in het openbaar uitgesproken aan veroordeelden nadat zij terecht stonden in het Ambthuis (waar in oude tijden het kasteel Bredevoort mee werd bedoeld), voordat zij naar de Hollenberg werden afgevoerd voor de uitvoering van het vonnis.

## Geschiedenis

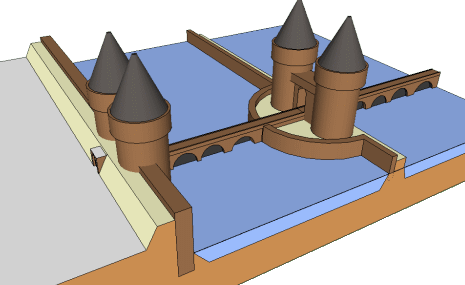
Reconstructie van de barbacane

Waar tegenwoordig Boek op 't Zand staat, stond vroeger het kasteel op het plein. Het grootste deel van 't Zand was vroeger kasteelgracht. Aan het begin van het plein stond een stadsmuur die vanaf het einde van de Prinsenstraat een hoek van 90 graden maakte en rechtdoor liep richting Gasthuisstraat. Gezien vanaf het zuiden van dat plein, het punt waar de Markt op het plein uitkomt, was een poort geflankeerd van twee waltorens. Achter die poort lag een brug tot bijna aan het begin van het boekencentrum. Daar, in het midden van een plein, lag een barbacane bestaande uit een groot rondeel met een tweede poort, wederom met twee waltorens geflankeerd. Daarna, ter hoogte van de gevel, lag een tweede brug die toegang gaf tot een groot en hoog poortgebouw. Dat poortgebouw moet ergens gestaan hebben op het schoolplein, ter hoogte van de hoofdingang van het boekencentrum.
Aan de achterzijde werd in 2009 een vijf meter dikke hoekmuur opgegraven. Mogelijk zijn deze fundamenten restanten van dit poortgebouw. De burcht zelf begon vanaf het midden van het schoolplein, op de plek waar in 2010 een tegel geplaatst werd, kruiste daar de straat en eindigde ergens voorbij het Breede Huus. Op de plaats van de aanbouw van huis Zandzicht moet een van de hoektorens hebben gestaan.

## Herinrichting

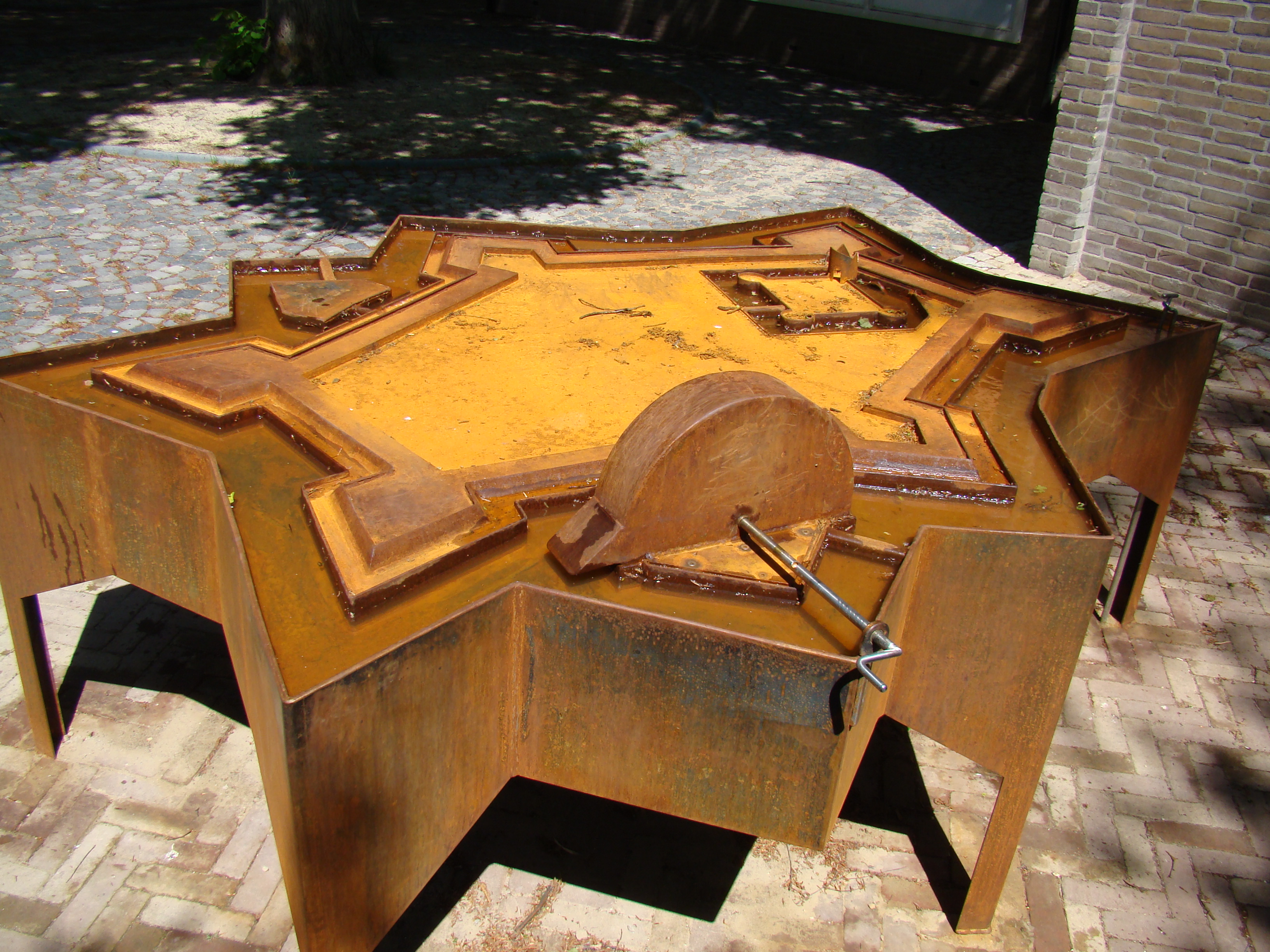
Maquette van de Vestingwerken van Bredevoort

In 2009 werd begonnen met de reconstructie en herinrichting van 't Zand en de Kruittorenstraat. Voorafgaand werden half juni muurresten van het kasteel blootgelegd. Het plein was in 2009 gereed, maar werd in 2010 voorzien van enkele cortenstalen kunstwerken. Het plein is autovrij gemaakt en in plaats daarvan zijn er parkeerplaatsen aangelegd rond het plein. De bestrating van 't Zand is totaal vernieuwd en daarin zijn diverse elementen aangebracht, die herinneren aan het voormalige kasteel Bredevoort. Er zijn voor bezoekers zitbanken geplaatst onder de grote bomen, die 's avonds worden verlicht. Op het plein is een klein deel van de Barbacane zichtbaar gemaakt met messing stroken, zodat de boog van het rondeel ervan goed zichtbaar is. Op het schoolplein laat een natuurstenen tegel de locatie zien van de ingang van het kasteelterrein. Op de zijmuur van de voormalige school is een cortenstalen geschiedenisboek gemonteerd, en op het plein staat ten slotte nog een maquette van de Vestingwerken van Bredevoort rond 1650 en een standbeeld van Hendrickje Stoffels, gemaakt door Truus Doodeheefver-Kremer. Sinds 2011 staat op het Zand ook een fietstasoplaadpunt voor fietsers.
Ambthuiswal · Ambtshof · Bastionstraat · Bleekwal · Boterstraat · Frederik Hendrikstraat · Ganzenmarkt · Gasthuisstraat · Hozenstraat · Izermanstraat · Kerkstraat · Kleine Gracht · Kloosterdijk · Koppelstraat · Kruittorenstraat · Landstraat · Markt · Muizenstraat · Officierstraat · Pater Jan de Vriesstraat ·  Prins Mauritsstraat · Prinsenstraat · Roelvinkstraat · Stadsbroek · Stationsweg · Vismarkt · 't Walletje · 't Zand